# NGC 5616
NGC 5616 est une vaste galaxie spirale intermédiaire (barrée ?) relativement éloignée et située dans la constellation du Bouvier. Sa vitesse par rapport au fond diffus cosmologique est de 8 596 ± 12 km/s, ce qui correspond à une distance de Hubble de 126,8 ± 8,9 Mpc (∼414 millions d'al). NGC 5616 a été découverte par l'astronome germano-britannique William Herschel en 1785.
On ne s'entend pas sur la classification de cette galaxie : spirale intermédiaire barrée pour Wolfgang Steinicke et la base de données HyperLeda, spirale intermédiaire pour le professeur Seligman et finalement spirale intermédiaire ordinaire pour la base de données NASA/IPAC. Difficile de choisir étant donné que cette galaxie est vue presque par la tranche, mais il semble y avoir un début de barre sur l'image obtenue des données du relevé SDSS.
La classe de luminosité de NGC 5616 est II-III et elle présente une large raie HI.
À ce jour, quatre mesures non basées sur le décalage vers le rouge (redshift) donnent une distance de 101,875 ± 8,721 Mpc (∼332 millions d'al), ce qui est à l'extérieur des valeurs de la distance de Hubble, mais compatible avec celles-ci. Notons cependant que c'est avec la valeur moyenne des mesures indépendantes, lorsqu'elles existent, que la base de données NASA/IPAC calcule le diamètre d'une galaxie et qu'en conséquence le diamètre de NGC 5616 pourrait être d'environ 88,5 kpc (∼289 000 al) si on utilisait la distance de Hubble pour le calculer.